# تروریسم قابل پیش‌بینی
تروریسم قابل پیش‌بینی (انگلیسی: Stochastic terrorism) به معنی استفاده از رسانه‌ها مانند تلویزیون است که بازیگران فرداً غیرقابل پیش‌بینی را برای انجام اعمال خشونت‌آمیز یا تروریستی که از نظر آماری قابل پیش‌بینی است، تحریک می‌کند. بازیگر با سخنان خود، عمداً یا به‌طور غیرعمد، کسانی را که ترکیبی از ویژگی‌های شخصیتی دارند تحریک می‌کند که کار آن‌ها منجر به خشونت می‌شود. از آنجاییکه بازیگر کینه و دشمنی را بر روی قربانی متمرکز می‌کند، خود از مسئول بودن در این جنایت می‌گریزد و عمل کننده به عنوان یک «فرد تنها» توسط قانون شناخته می‌شود. این اصطلاح از مطالعات آکادمیک تروریسم بین‌المللی به‌شمار می‌آید، اما روزنامه نگاران آن را در مورد حوادث خشونت‌آمیز داخلی آمریکا نیز مورد استفاده قرار می‌دهند.
وبلاگ نویسی که این اصطلاح را در سطح عام مطرح کرد، شخصیت‌هایی مانند گلن بک، بیل اوریرلی و سون هانتی را متهم می‌کند که مجرمانی مانند جیم دیوید آدکیسون، اسکات رودر، و بایرن ویلیامز را تحریک می‌کنند. سایت اینترنتی راستوری گفت که تیراندازی برنامه‌ریزی شده «کلرادو اسپرینگز» به تحریک مسیحیان دست راستی انجام شده بود در یک صفحه ابراز عقاید شخصی در نشریه رولینگ استون، به «تروریسم قابل پیش بینی» که در یکی از کمپین‌های  انتخاباتی کاندیداتوری ریاست جمهوری دونالد ترومپ، مطرح شده بود، اشاره کرد. ترامپ به رقیب خود هیلاری کلینتون گفت: «اگر او به اهداف موردنظر خود برسد، مردم کاری نمی‌کنند اگر چه، شاید انتخاب دومی وجود داشته باشد. من نمی‌دانم» سالون این نظرات را با سابقه تشویق خشونت توسط آوریلی و دیگر شخصیت‌های رسانه ای دست راستی گره زد.